# Karl Pohl (Landrat)
Karl Pohl (* 3. September 1873 in Kinheim; † 8. März 1944 in Schiefbahn) war ein deutscher Jurist,  Bürgermeister und Landrat.

## Leben
Karl Pohl war der älteste Sohn des Kinheimer Weingutbesitzers Josef Pohl und dessen Ehefrau Margarete, geb. Müller. Nach dem Besuch einer Volksschule in Kinheim und Gymnasien in Trier und Montabaur, legte er im Jahr 1894 das Abitur ab. Im Anschluss absolvierte er ein Studium der Rechts- und Staatswissenschaften in Bonn, München, Berlin und Greifswald, wo er 1899 mit seiner Schrift „Das Börsentermingeschäft in Waaren und Wertpapieren nach dem Gesetz vom 22. Juni 1896“ zum Dr. iur. promoviert wurde. Die Erste Juristische Prüfung legte er am 11. Dezember 1897 und die Große Staatsprüfung am 18. Juni 1903 (mit Patent vom 18. Juni 1902) ab. Bis Juli 1906 war er im Justizdienst, zunächst zwei  Monate bei der  Staatsanwaltschaft in Kleve und anschließend drei Jahre beim Land- und Amtsgericht Köln beschäftigt, wonach er sich bis Juli 1907 zur weiteren Ausbildung bei der Stadtverwaltung Bergisch Gladbach beurlauben ließ. Am 16. Juni 1907 wurde er, ausgestattet mit guten Zeugnissen und der Empfehlung des Bergisch Gladbacher Bürgermeisters Bernhard Schröter, einstimmig zum neuen Bürgermeister der Eifelstadt Mayen gewählt.
Nachdem Pohl zwischen 1898 und 1900 seinen Militärdienst als Einjährig-Freiwilliger abgeleistet hatte, gehörte er vor der Mobilmachung als Reserveoffizier dem 5. Garde-Fußartillerie-Regiment in Spandau an. Von 1914 bis 1918 war er Teilnehmer am Ersten Weltkrieg, wo er u. a. in Metz, Antwerpen und Tartu diente. Als er nach Kriegsende nach Mayen zurückgekehrte, um seine Amtsgeschäfte wieder aufzunehmen, wurde er von der amerikanischen Besatzungsbehörde aufgrund seiner deutschen Gesinnung abgesetzt. Nach eines einstimmig erfolgten Einspruchs der Stadtverordnetenversammlung wurde er jedoch wieder als Bürgermeister von Mayen zugelassen, worauf er im Dezember 1919 die Wiederwahl erfolgreich absolvierte. Am 23. Oktober 1920 wurde er nach Vermittlung durch den Trierer Regierungspräsidenten Johannes Fuchs zum kommissarischen Landrat des Landkreises Trier ernannt, dem am 20. Januar 1921 die definitive Ernennung folgte. Vom 24. Januar 1923 bis zum 18. September 1924 wurde Pohl ein weiteres Mal durch die Besatzungsbehörden ausgewiesen. Nach seiner erneuten Aufnahme der Amtsgeschäfte als Landrat in Trier, wurde er nach der Machtergreifung durch die Nationalsozialisten am 24. April 1933 in den einstweiligen und im September 1933 in den endgültigen Ruhestand versetzt.

## Mitgliedschaften
Pohl war Mitglied der Deutschen Zentrumspartei. Ebenso trat er mit Beginn seines Studiums im Jahre 1894 dem Wissenschaftlichen katholische Studentenverein Unitas-Salia Bonn bei. In den 1920er Jahren wurde er Ehrensenior der Unitas Palatia Darmstadt.

## Familie
Karl Pohl heiratete am 24. November 1903 in Hönningen Käthe Fries-Buse, Tochter des Kaufmanns Wilhelm Fries und dessen Ehefrau Elise, geb. Micklin (die später in 2. Ehe Rudolf Buse heiratete). Das Ehepaar hatte vier gemeinsame Töchter, Mariliese (* 1904), Carla (* 1906), Magda (* 1908) und Elfe (* 1910).

## Publikation
- Mittelmoselstraße und Gemeinden Denkschrift des Kreises Trier-Land mit der Verbandsgemeinde Trier-Land, Trier, 1927. OCLC 1074831478